# عيلة مار شربل
هي جماعة كنَسيّة مؤلفة من كهنة ورهبان وراهبات وعلمانيين من كل الأعمار يشاركون ببساطة في الذبيحة الإلهيّة والتعليم والصلاة والمسبحة والرياضات الروحيّة.
مثالُها: الجماعة المسيحيّة الأولى التي «كانت تُواظب على تعليم الرسل والمشاركة وكسر الخبز والصلوات» رسل 2/ 42.
تأسست عيلة مار شربل بعد اختبار للمهندس ريمون ناضر، في محبسة مار بطرس وبولس في عنايا ليل 9-10 تشرين الثاني / نوفمبر 1994.
وبعد هذا الاختبار، اجتمع بعض الأشخاص للصلاة مع ريمون ناضر في أماكن عدّة ومنها عنايا، وبدأ يزداد عدد الإخوة والأخوات إلى أن صارت جماعة بدأت في 11 آب 1995، تلتقي كل مساء جمعة، للتعليم، والاحتفال بالـقداس الإلهي وصلاة المسبحة. وما زال الأمر مستمراً إلى اليوم.
دعوة عيلة مار شربل ان يكون اعضاؤها رهباناً «رهبان بقلب العالم»، كما أوصاها القديس شربل، أب العيلة، يتفرع من عيلة مار شربل جماعات صلاة، تواظب وتلتزم بالصلاة اليومية الشخصيّة انطلاقاً من صلوات ولقاءات الجماعة، وبالعودة إلى جذور الإنجيل وعيشه في قلب العالم.